# Bouillant de culture

Bouillant de culture est une émission radiophonique d'actualité culturelle hebdomadaire québécoise.

## Référence
1. ↑  Page de l'émission sur le site de Radio-Canada